# نره‌له
نره‌له (انگلیسی: Nerele) یک رشته‌کوه در باشقیرستان کشور روسیه است.